# ラジオ・ラブルートゼロ from ラビリンス
『ラジオ・ラブルートゼロ from ラビリンス』は、ラブルートゼロを特集したインターネットラジオ番組。パーソナリティはドラマCDで登場人物を演じている声優・浅川悠と柿原徹也。超!A&G+で2007年10月2日 - 2009年3月31日まで放送、BBQRで2007年10月5日 - 2009年4月3日まで配信されていた。
第3回目からは、二人のパーソナリティに加え、毎回ゲストを招いている。

## 放送時間
- 超!A&G+ 隔週火曜日21:00 - 21:30（リピート放送：水曜日11:00 - 11:30）
- BBQR 隔週金曜日更新

## コーナー

### 番組終了時のコーナー
- ふつおたコーナー

リスナーからのふつおた・ラブルートゼロ関連の感想などのメールを読む。
- 応援ジングル

リスナーから来た応援してほしいことに応える。
- ラブルートセラピー

リスナーから送ってもらった心理テストを使用し、深層心理に迫る。
- ミニドラマコーナー

原案・加藤千穂美のシナリオで、ラブルートゼロのミニドラマを放送する。

### 終了したコーナー
- ラブワードファクトリー

リスナーから送ってもらったお題・設定に沿って甘いセリフを柿原とゲストの男性声優が考え、発表し合い、浅川がその評価を行う。
- ラブワードファクトリー しりとり編

柿原とゲストの間で、しりとり形式に出されたテーマに沿った口説き文句を考えていく。しりとりを考える時間は1つにつき10秒。セリフにつまってしまった場合・セリフがイケてなかった場合はマイナス1ポイント。どちらかが先にマイナス3ポイントになるか、時間がきたらゲーム終了でマイナスポイントが少ない方が勝ち。ポイント判定は浅川。

## 主題歌
- 「約束するよ」
  - 歌 - 黒江和哉：柿原徹也

※ブルートゼロの「キャラクターCD 黒江和哉「約束するよ」」とラブルートゼロのベストアルバム「君に捧げるコイゴコロ」に収録。

## 放送経歴・ゲスト
記載されている日付は、BBQRでの配信日。
2007年
第1回 10月5日
第2回 10月19日
第3回 11月2日：杉田智和
第4回 11月16日：下野紘
第5回 11月30日：宮田幸季
第6回 12月14日：菅沼久義
第7回 12月28日：加瀬康之
2008年
第8回 1月11日：加藤千穂美、津々巳あや
第9回 1月25日：中村悠一
第10回 2月8日：杉田智和
第11回 2月22日：菅沼久義
第12回 3月7日：加瀬康之
第13回 3月21日：下野紘
第14回 4月4日：宮田幸季
第15回 4月18日：菅沼久義
第16回 5月2日：杉田智和
第17回 5月16日：加瀬康之
第18回 5月30日：下野紘
第19回 6月13日：宮田幸季
第20回 6月27日：下野紘
第21回 7月11日：杉田智和
第22回 7月25日：加瀬康之
第23回 8月8日：下野紘
第24回 8月22日：宮田幸季
第25回 9月5日：下野紘
第26回 9月19日：菅沼久義
第27回 10月3日：加瀬康之
第28回 10月17日：杉田智和
第29回 10月31日：下野紘
第30回 11月14日：加瀬康之
第31回 11月28日：菅沼久義
第32回 12月12日：加瀬康之
第33回 12月26日：加瀬康之
2009年
第34回 1月9日
第35回 1月23日：菅沼久義
第36回 2月6日：加瀬康之
第37回 2月20日：宮田幸季
第38回 3月6日：菅沼久義
第39回 3月20日：加瀬康之
第40回 4月3日

## 関連サイト
- ラブルートゼロ公式サイト
- BBQR 文化放送インターネットラジオ
- 超!A&G

| 超!A&G+ 火曜日21:00-21:30枠                  | 超!A&G+ 火曜日21:00-21:30枠                                              | 超!A&G+ 火曜日21:00-21:30枠                                   |
| 前番組                                       | 番組名                                                                   | 次番組                                                        |
| -------------------------------------------- | ------------------------------------------------------------------------ | ------------------------------------------------------------- |
| Pa☆leteeのカチューシャとってもイイですかッ?? | ラジオ・ラブルートゼロ from ラビリンス （2007年10月2日 - 2009年3月31日） | 森永理科のアウトローラジオ （月曜20:00より移動） ※21:00-22:00 |